# Puebla de la Calzada
Puebla de la Calzada és un municipi de la província de Badajoz, a la comunitat autònoma d'Extremadura.

## Eleccions municipals del 2011
El partit més votat a La Puebla de la Calzada ha sigut el PSOE, guanyant la majoria absoluta. Això no obstant, el PP s'ha quedat a 71 vots d'igualar al PSOE.
| Candidatura | Candidatura                      | Cap de llista                | Vots | Regidors | % vots |
| ----------- | -------------------------------- | ---------------------------- | ---- | -------- | ------ |
|             | Partit Socialista Obrer Espanyol | Juan Antonio González Gracia | 1896 | 7        | 49,99  |
|             | Partit Popular                   | Juan José Sánchez Moreno     | 1825 | 6        | 48,11  |
|             | nul                              |                              | 43   |          | 1,12   |
|             | vot blanc                        |                              | 72   |          | 1,90   |
| Total       | Total                            | 3836                         | 3836 | 13       | 100    |